# مطار يوتشو بيلين
مطار يوتشو بيلين (بالإنجليزية: Liuzhou Bailian Airport)‏ (إياتا: LZH، إيكاو: ZGZH) يقع في مدينة يوتشو في جمهورية الصين الشعبية. صنف مطار يوتشو بيلين في المرتبة السابعة والستون في الصين من حيث عدد الركاب عام 2011 وفقًا لإدارة الطيران المدني في الصين، حيث تعامل مع 600,856 راكب، وبلغ إجمالي حركة الطائرات (القادمة والمغادرة) 9,136 طائرة وقد بلغت كمية البضائع المنقولة عبر المطار 5,035 طن.

## شركات الطيران والوجهات
| شركـات طيـران          | الوجهات |
| ---------------------- | --- |
| Air Guilin             | مطار تشنغتشو الدولي |
| خطوط شرق الصين الجوية  | مطار تشانغتشون الدولي، مطار تشانغتشو بيننو، مطار تشنغدو تيانفو الدولي، مطار حيفي شينكياو الدولي، مطار جييانغ شاوشان، مطار نانجينغ الدولي، مطار غينغادو جياودونغ الدولي، مطار شانغهاي بودنغ الدولي، مطار ونزهو يونجقيانج الدولي، مطار ووهان الدولي، مطار شيشوانغباننا غاسا |
| طيران الصين اكسبرس     | مطار تشونغتشينغ جيانغبى الدولي، مطار هايكو ميلان الدولي |
| خطوط جنوب الصين الجوية | مطار قوانغتشو باييون الدولي، مطار كونمينغ جانغشوي الدولي، مطار شينزين باوان الدولي |
| China United Airlines  | مطار ونزهو يونجقيانج الدولي |
| Dalian Airlines        | مطار بكين العاصمة الدولي |
| خطوط هاينان الجوية     | مطار هايكو ميلان الدولي، مطار شيان شيانيانغ الدولي |
| خطوط جونياو الجوية     | مطار نانجينغ الدولي |
| خطوط شاندونغ الجوية    | مطار جينان الدولي |
| خطوط زيامن الجوية      | مطار هانغتشو شياوشان الدولي، مطار هاربين الدولي، مطار شيامن قاوتشي الدولي |